# Olibrus lubricatus
Olibrus lubricatus is een keversoort uit de familie glanzende bloemkevers (Phalacridae). De wetenschappelijke naam van de soort werd in 2004 gepubliceerd door Lyubarsky.